# Lasse Dittmann
Lasse Dittmann (ur. 17 maja 1983 w Haderslev) – duński wioślarz.

## Osiągnięcia
- Mistrzostwa Świata U-23 – Amsterdam 2005 – jedynka wagi lekkiej – 16. miejsce[1].
- Mistrzostwa Świata – Eton 2006 – dwójka bez sternika wagi lekkiej – 10. miejsce[1].
- Mistrzostwa Świata – Monachium 2007 – ósemka wagi lekkiej – 4. miejsce[1].
- Mistrzostwa Świata – Poznań 2009 – dwójka bez sternika wagi lekkiej – 6. miejsce[1].
- Mistrzostwa Europy – Montemor-o-Velho 2010 – ósemka wagi lekkiej – 2. miejsce[1].